# Titus Interactive
Pour les articles homonymes, voir Titus.
Titus Interactive Studio était une société française de développement et d'édition de jeu vidéo, active entre 1985 et 2004.
Le siège social de l'entreprise était situé  près de Lagny-sur-Marne et Montfermeil à Saint-Thibault-des-Vignes,.

## Historique
En 1985, à 19 ans, Éric Caen aidé de son meilleur ami Gil Espeche, enfant et petit-enfant d'entrepreneurs, devient chef d'entreprise sur la proposition de son frère aîné Hervé.
Au début de l'aventure, Titus crée et adapte des jeux pour le compte d'autres sociétés (Matra, Loriciel, France Image Logiciel, Infogrames). Le premier jeu à sortir sous le label « Titus » est One en 1986, suivi par Erebus lui-même suivi rapidement la même année de Maddog. Puis, à la fin de l'année 1986 sort Crazy Cars en version Amiga.
Le succès de Crazy Cars permet à Titus de se consacrer entièrement à sa propre ligne de produits.
D'autres succès viennent s'ajouter, Fire and Forget, Galactic Conqueror et surtout Titan qui est adapté sur un nombre important de machines ( PC DOS CGA/VGA, Amiga, Atari ST, ZX Spectrum, Commodore 64, CDI Phillips, Fujitsu FMTowns, Nec PCEngine, Nintendo NES, Amstrad CPC).
Titus Interactive décide de pénétrer le marché américain dès 1988 puis entre en Bourse en octobre 1996.
Titus rachète en 1998 Digital Integration et BlueSky Software, puis devient actionnaire majoritaire d'Interplay Entertainment et de Virgin Interactive en 1999.
Le studio fait faillite début 2005 et la liquidation judiciaire est étendue à :
- Titus Interactive (holding)[4]
- Titus Interactive Group (gie)[5]

## Jeux développés
- Erebus (1986)
- One (1986)
- Magic (1986)
- Maddog (1986)
- Balthazar (1986)
- Les Classiques Vol 1 (1987)
- Les Classiques Vol 2 (1987)
- Les Classiques Vol 3 (1987)
- Les Classiques Vol 4 (1987)
- Crazy Cars (1987)
- Fire and Forget (1988)
- Galactic Conqueror (1988)
- Off Shore Warrior (1988)
- Titan (1988)
- Xerion (1988)
- Crazy Cars II (1989)
- Knight Force (1989)
- Fire and Forget 2 (1989)
- Battlestorm (1990)
- Le crime ne paie pas (1990)
- Dark Century (1990)
- Dick Tracy (1990)
- Wild Streets (1990)
- The Blues Brothers (1991)
- Lagaf: Les Aventures de Moktar - Vol 1: La Zoubida (1991)
- Prehistorik (1991)
- Brutus le Belge et les aventures de Jean-Claude la boulette (1992)
- Titus the Fox: To Marrakech and Back (1992, version anglophone des aventures de Moktar)
- Crazy Cars III (1992)
- Prehistorik 2 (1993)
- Super Cauldron (1993)
- Quik the Thunder Rabbit (1994)
- Prehistorik Man (1995)
- Incantation (1996)
- Metal Rage (1996)
- Virtua Chess (1996)
- Virtual Chess II (1996)
- Automobili Lamborghini (1997)
- Virtual Chess 64 (1998)
- Rival Realms (1998)
- Superman (1999)
- Roadsters (1999)
- F/A-18E Super Hornet  (2001)
- Kao the Kangaroo  (2001, version GBA)
- Virtual Kasparov (2002)
- RoboCop (2003)

## Jeux édités
Titus Interactive a aussi édité des jeux de développeurs tiers (La Bande à Picsou : La Ruée vers l'or, Monster Max, etc.), parfois seulement dans une région du monde (France, États-Unis).
- Barbarian 2 (1988, Palace Software)
- Pipe Mania (1989, Empire Interactive)
- Incredible Crisis (1999, Polygon Magic)